# Aetobatus flagellum
Aetobatus flagellum е вид хрущялна риба от семейство Орлови скатове (Myliobatidae). Видът е застрашен от изчезване.

## Разпространение и местообитание
Разпространен е в Индия, Индонезия (Ява), Китай и Пакистан.
Обитава сладководни и полусолени басейни, морета и крайбрежия.

## Описание
Теглото им достига до 13,9 kg.
Продължителността им на живот е около 16 години. Популацията на вида е намаляваща.